# Kanton Comps-sur-Artuby
Kanton Comps-sur-Artuby (fr. Canton de Comps-sur-Artuby) je francouzský kanton v departementu Var v regionu Provence-Alpes-Côte d'Azur. Tvoří ho pět obcí.

## Obce kantonu
- Bargème
- Brenon
- Châteauvieux
- Comps-sur-Artuby
- La Bastide
- La Martre
- La Roque-Esclapon
- Le Bourguet
- Trigance